# Davide Carnevali
Davide Carnevali (Milán, 1981) es uno de los dramaturgos italianos contemporáneos más destacados, traducidos y representados en patria y en los principales teatros europeos, premio nacional de dramaturgia en 2013. 
Sus textos han ocupado la cartelera de teatros nacionales cuales Schauspielhaus Bochum, Teatro di Roma, Teatro Nacional de Estonia, Théatre National Populaire de Lyon, Teatro Nacional de Rumania, Teatro Stabile di Torino y se han programado en prestigiosos festivales y reseñas (Festival Grec de Barcelona, Berliner Theatertreffen, Festival d’Avignon Off, Comédie Française, Théâtre de la Ville de Paris, Mousson d’été, Tramedautore en el Piccolo Teatro di Milano, Short Theatre Roma, entre otros).
Ha trabajado como autor y adaptador para el Teatre Nacional de Catalunya y la Sala Beckett de Barcelona, además de haber estado presentes varias veces en Argentina y México.
Realiza su formación en Italia con Laura Curino y en el Obrador de la Sala Beckett de Barcelona; amplía sus estudios con Carles Batlle, José Sanchis Sinisterra, Martin Crimp, Biljana Srbljanović, Hans-Thies Lehmann, John von Duffel, Simon Stephens y Martin Heckmann.
Su carrera empieza gracias al reconocimiento internacional obtenido por su obra Variazioni sul modello di Kraepelin, premiada en el Theatertreffen de Berlín 2009, en el Premio Riccione per il Teatro 2009 y en las Journées de Lyon des auteurs 2012. La obra se representa en Argentina en 2011, en el circuito off de Buenos Aires (en el Callejón y en el Pata de Ganso); en Francia, en 2012, en el Théátre National Populaire de Lyon; en Cataluña, el mismo año, en la Sala Beckett de Barcelona. Siguen las producciones del Teatro Nacional de Estonia en 2013, del Teatro Nacional de Rumanía en 2015 y la presentación en la Sala Novo del Teatro la Capilla en Ciudad de México en 2016, esta vez dirigida por el mismo autor.
Con Come fu che in Italia scoppiò la rivoluzione ma nessuno ne accorse gana en 2010 el Premio Asti Teatro y en 2011 el Premio Borrello nuova drammaturgia. En 2012 escribe Sweet Home Europa, que se realiza con una producción del Schauspielhaus Bochum y en forma de radiodrama por la Deutschlandradio Kultur. Posteriormente la obra tiene tres nuevas producciones en Alemania, se estrena en Buenos Aires (el Kafka) y en Italia, en el Teatro Stabile di Roma. En Francia se presenta en forma de mise en espace en la Comédie-Française de Paris en 2012. 
En 2013 gana el premio nacional de nueva dramaturgia italiana Premio Riccione per il Teatro con Ritratto di donna araba che guarda il mare. 
Su obra Confesión de un expresidente se estrena en 2015 en el Teatro del Barrio de Madrid, con Alberto San Juan como protagonista y en 2016 en el Club Capitol de Barcelona, desempeñando esta vez Queco Novell el papel principal. 
Sus textos se han traducido al castellano, catalán, alemán, inglés, francés, griego, húngaro, estonio, polaco, rumano y ruso.  Se publican en Francia por la editorial Actes Sud Papiers.
Davide Carnevali desempeña también la actividad de teórico, traductor y editor. Completa un doctorado en Artes Escénicas en la Universidad Autónoma de Barcelona, con un periodo en la Freie Universität Berlin y actualmente enseña Teoría y Dramaturgia en el Instituto de Estudios Críticos 17 de Ciudad de México y en la Escuela de Arte Dramático Paolo Grassi de Milán. 
Para la editorial italiana GranVía edita en 2007 una antología de teatro catalán contemporáneo con textos de Carles Batlle, Lluïsa Cunillé, Jordi Galceran y Victoria Szpunberg. También ha traducido al italiano varias obras de Josep Maria Benet i Jornet. En 2008 publica por primera vez los textos de Juan Mayorga en italiano, para la editorial Ubulibri, contribuyendo de manera determinante a la difusión del autor madrileño en Italia. Forma parte del consejo de redacción de las revistas "Pausa" y “Estudis Escènics” (Barcelona), "Hystrio" (Milán) y escribe para varias revistas de teatro internacionales sobre teatro iberoamericano y alemán.